# Budy (Dźwierzuty)
Budy (deutsch Moritzruhe) ist ein kleiner Ort in der polnischen Woiwodschaft Ermland-Masuren und gehört zur Gmina Dźwierzuty (Mensguth) im Powiat Szczycieński (Kreis Ortelsburg).

## Geographische Lage
Budy liegt 1 Kilometer westlich des Großen Schobensees (polnisch Jezioro Sasek Wielki) in der südlichen Mitte der Woiwodschaft Ermland-Masuren, 15 Kilometer nordwestlich der Kreisstadt Szczytno (deutsch Ortelsburg).

## Geschichte
Bis 1945 war Moritzruhe als kleiner Gutsort ein Vorwerk und Wohnplatz zu Malschöwen (polnisch Małszewko) im ostpreußischen Kreis Ortelsburg. Im Jahre 1905 zählte er 67 Einwohner in drei Wohnstätten. Das 300 Hektar umfassende Landgut gehörte bis zum Anfang des 20. Jahrhunderts der Familie von Kalckreuth. In den 1920er Jahren war Oberst Ulrich von Kalckreuth der Besitzer, sein Sohn Hans Wolf fiel 1941 in der Ukraine.
Moritzruhe kam 1945 in Kriegsfolge mit dem gesamten südlichen Ostpreußen zu Polen und erhielt die polnische Namensform „Budy“. Heute ist es ein Weiler (polnisch Osada) innerhalb der Landgemeinde Dźwierzuty (Mensguth, Dorf) im Powiat Szczycieński (Kreis Ortelsburg), bis 1998 der Woiwodschaft Olsztyn, seither der Woiwodschaft Ermland-Masuren zugehörig.
Das eingeschossige Gutshaus vom Anfang des 20. Jahrhunderts zeigt Formen des Jugendstils. Es ist heute in privatem Besitz und soll mitsamt den Wirtschaftsgebäuden in eine Ferienanlage umfunktioniert werden.

## Kirche
Vor 1945 war Moritzruhe in die evangelische Kirche Mensguth in der Kirchenprovinz Ostpreußen der Kirche der Altpreußischen Union sowie in die katholische Kirche Mensguth im damaligen Bistum Ermland eingegliedert. Auch heute besteht der kirchliche Bezug zu dem nun Dźwierzuty genannten Kirchdorf, das katholischerseits im jetzigen Erzbistum Ermland liegt und evangelischerseits ein Filialort der Pfarrei Pasym (Passenheim) in der Diözese Masuren der Evangelisch-Augsburgischen Kirche in Polen ist.

## Verkehr
Budy ist über einen Landweg von Małszewko aus zu erreichen. Eine Bahnanbindung besteht nicht.